# Peter Abrahamsson
Peter Abrahamsson (Bohuslän, 18 de julio de 1988) es un futbolista sueco que juega en la demarcación de portero para el BK Häcken de la Allsvenskan.

## Selección nacional
Tras jugar con la selección de fútbol sub-19 de Suecia, hizo su debut con la selección absoluta el 8 de enero de 2017 en un encuentro amistoso contra Costa de Marfil que finalizó con un resultado de 2-1 a favor del combinado marfileño tras los goles de Serge N'Guessan y Giovanni Sio para Costa de Marfil, y un autogol de Wilfried Kanon para Suecia.

## Clubes
| Club       | País   | Año       | Partidos | Goles |
| ---------- | ------ | --------- | -------- | ----- |
| Örgryte IS | Suecia | 2006-2013 | 124      | 0     |
| BK Häcken  | Suecia | 2014-     | 303      | 0     |

## Palmarés

### Campeonatos nacionales
| Título         | Club      | País   | Año  |
| -------------- | --------- | ------ | ---- |
| Copa de Suecia | BK Häcken | Suecia | 2016 |
| Copa de Suecia | BK Häcken | Suecia | 2019 |
| Allsvenskan    | BK Häcken | Suecia | 2022 |
| Copa de Suecia | BK Häcken | Suecia | 2023 |
| Copa de Suecia | BK Häcken | Suecia | 2025 |